# Pequeños palacios en el pecho
Pequeños palacios en el pecho es una novela del escritor ecuatoriano Luis Borja Corral, publicada en 2014 por la editorial de la Pontificia Universidad Católica del Ecuador. La obra ganó el Premio Aurelio Espinosa Pólit y su trama sigue la historia de Paco y Agustín, una pareja de jóvenes novios que se encuentran planeando la muerte de la abuela del primero. Entre las temáticas de la novela se incluyen el amor pasional, la abyección, la homosexualidad y la eutanasia.

## Trasfondo

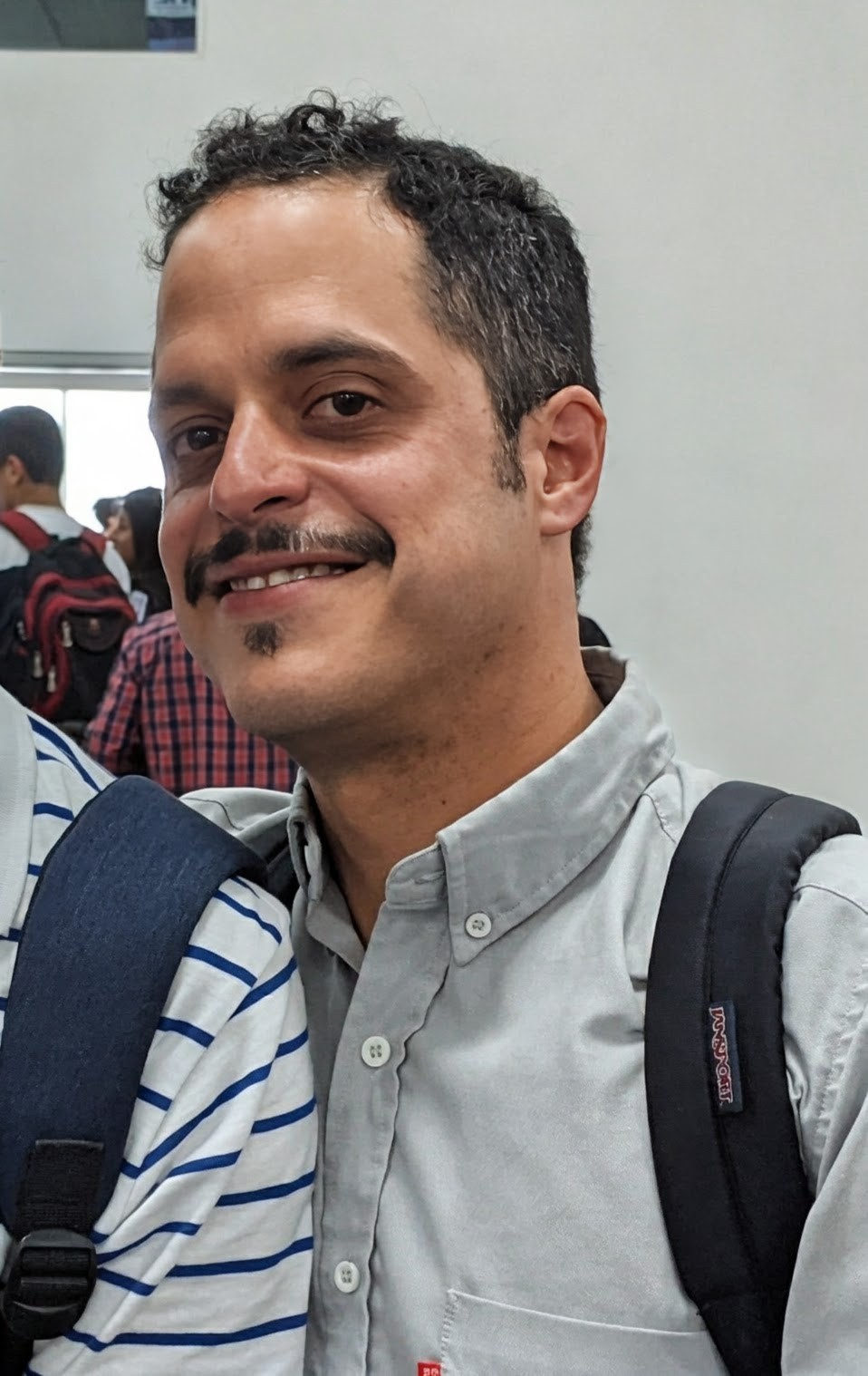
Luis Borja Corral en 2019.

La idea original de la obra nació durante una clase universitaria a la que asistía Corral y donde el catedrático Álvaro Alemán mencionó que el amor como temática había sido ya tan agotado, que una de las pocas formas de abordarlo de forma original era a través de parejas del mismo sexo. Con esta idea como base, Corral empezó a armar la historia, que durante la escritura calificó como «transgresiva».
El título de la novela está inspirado por el verso «Little kingdoms in your chest», incluido en una canción de la banda canadiense Broken Social Scene. De acuerdo a Corral, eligió el título por el efecto intenso que el verso producía en él, así como por la aliteración generada por las tres palabras que inician con la letra p. En la obra, los palacios representan el ideal romántico de las representaciones tradicionales del amor. Además del título, la música tuvo un rol importante en el proceso de escritura de la obra, por lo que Corral decidió incluir fragmentos y referencias a canciones a lo largo de la misma.
Una característica del estilo de la obra es el uso de lenguaje coloquial en los diálogos, que el autor decidió incluir como forma de darle naturalidad a las interacciones entre los personajes aún cuando significara utilizar palabras que no sean consideradas «correctas». Los personajes además poseen manías y tics, incluidos como estrategia para darles profundidad y que Corral ya había insertado en personajes de sus relatos.

## Recepción
La obra ganó la edición de 2014 del Premio Aurelio Espinosa Pólit, organizado por la Pontificia Universidad Católica del Ecuador y al que Corral envió su manuscrito bajo el seudónimo de «Barbarito». El jurado, compuesto Huilo Ruales, Alicia Ortega Caicedo y Lucía Lemos, destacó entre los aspectos positivos de la novela su «temática tabú, sobre todo en sociedades como la nuestra; fluidez narrativa y lenguaje fresco; notable nivel poético; atmósfera consistente, impregnada de afectos y de desolación; valor significativo de lo no dicho (el silencio); y fusión entre la ternura y la abyección».
El escritor ecuatoriano Alfonso Reece calificó de forma positiva el libro y destacó el montaje y el enfoque como puntos fuertes en la escritura de Corral. También se refirió al retrato que el autor hace de la ciudad de Quito, que de acuerdo a Reece tuvo la «fuerza de un descuartizador de motosierra», y al final de la obra, que calificó como «tarantinesco». La catedrática Alicia Ortega Caicedo también alabó la novela y la describió como «fascinante en el planteamiento y desarrollo de la trama anecdótica». Caicedo en particular encomió la calidad de los diálogos, las referencias a la cultura juvenil y la conjura entre ternura y erotismo en medio de lo abyecto. El escritor Pedro Artieda, por su lado, se refirió a la novela como texto «vertiginoso» que deja atrás las categorías, aunque señaló que regresa al cliché de la muerte como final para personajes LGBT que era común en la literatura del siglo XX.